# Embargos sur les armes contre Israël depuis 2023
Les embargos sur les armes contre Israël depuis le début de la guerre de Gaza à Gaza sont des mesures d'interdiction ou de restriction total ou partiel. des exportations militaires adoptées notamment par la Belgique, le Canada, l'Italie et l'Espagne. Les principaux fournisseurs d'armes d'Israël, les États-Unis et l'Allemagne, continuent de lui livrer des armes malgré les critiques de plus en plus vives concernant le nombre de morts très élevé dans cette guerre, et le risque de génocide pour la population de Gaza, risque jugé « plausible » par la Cour internationale de justice le 26 janvier 2024.
Israël est un exportateur majeur d’armes, mais son armée dépend largement des avions, des bombes guidées et des missiles importés pour effectuer sa campagne aérienne. Les livraisons d'armes par les États-Unis et dans une moindre mesure par l'Allemagne, ont été déterminantes pour Israël, lui permettant de poursuivre  « ce qui a été décrit comme l'une des campagnes militaires les plus meurtrières et les plus destructrices de l'histoire ».

## Embargos sur les armes
Selon la décision provisoire de la Cour internationale de justice du 26 janvier 2024 dans la procédure engagée par l'Afrique du Sud contre Israël, nommée Application de la Convention pour la prévention et la répression du crime de génocide dans la bande de Gaza, il y a un risque « plausible » de génocide à Gaza du fait des opérations militaires israéliennes. La Cour de justice a ordonné à Israël de prendre toutes les mesures nécessaires pour empêcher les actes qui pourraient constituer un génocide envers les Palestiniens de Gaza. Cela a incité les organisations humanitaires du monde entier à exercer une pression sur leurs gouvernements pour qu’ils mettent un terme au commerce des armes avec Israël. Plusieurs pays comme le Canada, l’Espagne, la Belgique, les Pays-Bas et le Japon ont déclaré leur intention de cesser d’envoyer des armes à Israël. Plusieurs autres pays ont déclaré qu’ils cesseraient d’acheter des armes israéliennes.

### Australie
Le ministre australien des Affaires étrangères a déclaré que son pays n’avait pas fourni d’armes à Israël depuis le début de la guerre de Gaza, et plus précisément depuis au moins 2018. Cependant, le gouvernement a été mis en cause pour son opacité sur la question. Selon les autorités, « depuis 2019, l’Australie avait délivré environ 247 permis d'exportations d'armes vers Israël, dont environ 66 demeurent actifs » en octobre 2024.
Selon The Guardian depuis octobre 2023, l'Australie a délivré 12 permis d'exportation d'armes vers Israël, liés à la défense de l'État hébreu.
En octobre 2024, l'Australie annonce un « réexamen des 66 permis d'exportation militaire vers Israël approuvés avant le conflit de Gaza ».

### Belgique
En Belgique, la compétence en matière de ventes d’armes est exclusivement régionale : un secteur dominé par la Région wallonne qui détient à 100% l’entreprise FN Herstal. Le pouvoir de décision de suspendre les exportations d'armes vers un pays revient à une seule personne: le Ministre-Président de la Région. Il n'y a pas d'implication du Parlement Fédéral ni d'acteurs extérieurs. Le 5 février, le Ministre-Président, Elio di Rupo, annonce la suspension temporaire des licences d'exportation de poudre en cours de validité.
De plus, en mai 2024, cette région de Belgique interdit tout transport d'armes vers Israël qui passerait par ses aéroports, à la suite d'une enquête médiatique montrant qu'une compagnie israélienne, Challenge, avait fait transiter 70 tonnes de munitions par la Belgique pendant la guerre à Gaza. La Région wallonne avait déjà mis en place des mesures restrictives limitées dans le commerce d'armes avec Israël depuis 2009.

### Canada
Le Canada décide un embargo sur les armes à destination d'Israël en mars 2024, ; le vote en ce sens à la Chambre des communes canadienne se réfère à la décision de la Cour internationale de justice. Les autorités canadiennes faisaient face à une plainte en justice pour violation du droit international en raison de ses exportations d'armes vers Israël. L'embargo ne concerne pas cependant les permis d’exportation militaire délivrés avant le 8 janvier 2024.
Depuis le début de la guerre à Gaza les ventes d'armes canadiennes vers Israël étaient limitées au matériel non létal selon le gouvernement.
Le Canada avait vendu des équipements militaires pour un montant de 21 millions de dollars canadiens (environ 14,5 millions d’euros) à Israël en 2022 et de 26 millions en 2021. Israël était alors au 10e rang des clients du Canada en matière d'armes.

### France
Selon les données de l'Institut international de recherche sur la paix de Stockholm, la France a arrêté de vendre des armes vers Israël depuis 1998.
Le 5 octobre 2024, le président Emmanuel Macron appelle à l'arrêt des livraisons d'armes à Israël, déclarant que « la priorité est qu'on revienne à une solution politique, qu'on arrête de livrer des armes pour combattre à Gaza » ; il affirme aussi qu'éviter une escalade au Liban est une « priorité » et que « le Liban ne peut pas devenir un nouveau Gaza », provoquant une réponse diplomatique indignée de Netanyahou.
Cependant, tout au long de la guerre à Gaza, la France a poursuivi ses exportations vers Israël de pièces qui peuvent entrer dans la fabrication d'armes au sein de l'industrie militaire israélienne. Selon une révélation du média d'investigation Disclose en juin 2024, la France a vendu « des équipements pour la production de drones israéliens utilisés lors de l'offensive sur Gaza ».

### Italie
L'Italie est au 3e rang mondial des fournisseurs d'armes à Israël, après les États-Unis et l'Allemagne, jusqu'au début de la guerre à Gaza en 2023 ; ses ventes représentaient 0,9% des importations d'armes israéliennes. L'Italie annonce dès octobre 2023 un embargo sur les armes vers Israël.
Toutefois en mars 2024, le ministère italien de la Défense admet avoir livré pendant la guerre à Gaza les commandes conclues avant le 7 octobre, en infraction avec l'interdiction par la loi italienne qui interdit « l'exportation d'armes létales vers des pays en guerre ».

### Japon
Un partenariat privé entre Itochu Corporation (Japon), Nippon Aircraft Supply et Elbit Systems (Israël) a été conclu par un protocole d'accord (Memorandum of Understanding) 7 mois avant le début de la guerre entre Israël et le Hamas, en mars 2023. Ce partenariat visait à importer des composants au Japon.
« Le protocole d'accord entre Itochu Aviation et Elbit Systems porte sur l'importation d'équipements de défense nécessaires à la sécurité nationale du Japon (...) Il ne contribue en aucune manière au conflit israélo-gazaoui », a déclaré le porte-parole d'Itochu Corp.
Le protocole d'accord n’a pas été renouvelé puis a été suspendu fin février, en raison de l’arrêt de la Cour Internationale de Justice (CIJ).

### Pays-Bas
Les Pays-Bas exportent des pièces détachées de F-35 vers Israël. En 2024, le tribunal néerlandais a été saisi par 3 ONG (Oxfam Novib, PAX en The Rights Forum). Pays-Bas ont mis un terme aux livraisons d'armes à Israël, par crainte qu'elles soient utilisées d'une manière qui viole le droit international humanitaire - entraînant la mort de civils et la destruction de zones résidentielles - à Gaza. En février 2024, la Cour d'Appel néerlandaise ordonne l'arrêt des livraisons des pièces détachées pour l'avion de combat F-35 à Israël,
L'Etat néerlandais se pourvoit en Cassation le 12/02/2024. Un débat au Parlement néerlandais se déroule le 26/09/2024.   
En décembre 2024, la Cour néerlandaise déboute définitivement les 10 ONG à l'origine de l'appel, partant du principe que les Pays-Bas ont le droit de "mener leur propre politique étrangère, y compris les décisions concernant les exportations de matériel militaire."

### Royaume-Uni

#### Pays fournisseur d'armes
Entre 2015 et décembre 2023 le Royaume-Uni a accordé à Israël des licences d'exportation militaire d'une valeur d'au moins 474 millions de livres (594 millions de dollars), selon un rapport de Human Rights Watch. Les exportations comprenaient des équipements, des armes, des chars, de la technologie et des munitions, ainsi que des composants pour le bombardier furtif F-35 utilisé à Gaza.

#### Position du Parti travailliste au pouvoir dès juillet 2024
Lorsque le Parti travailliste britannique arrive au pouvoir à la suite des élections du 4 juillet 2024, il s'engage à changer la position du Royaume-Uni sur la guerre en cours menée par Israël à Gaza.
Cependant, le gouvernement britannique n'a pas encore suspendu ses ventes d’armes à Israël. Un diplomate du ministère des Affaires étrangères a démissionné en août 2024 en raison de ce qu'il considère comme une inaction du gouvernement et averti que le pays pourrait être impliqué dans des crimes de guerre. Cette décision, selon un sondage réalisé en juillet par YouGov, reflète le sentiment général de l'opinion publique au Royaume-Uni, où environ 58 % des Britanniques sont favorables à la fin des ventes d'armes à Israël pendant la guerre de Gaza, contre seulement 18 % qui y sont opposés. Une proportion encore plus élevée (78 %) est favorable à un cessez-le-feu immédiat. Un embargo sur les armes rencontre des obstacles du fait que la Grande-Bretagne est un fabricant clé de pièces pour les avions de combat F-35 utilisés par Israël. Israël a été accusé par ses détracteurs d'avoir utilisé ses F-35 lors de raids aériens sur Gaza. Selon le Times, la Grande-Bretagne est le partenaire de premier plan du programme de ces avions de chasse  américains et fabrique 15 % des pièces de l'avion.
En septembre 2024 le Royaume-Uni annonce suspendre 30 de ses 350 licences d’exportation d’armes vers Israël en raison du risque d'utilisation qui viole le droit international humanitaire,.
Le refus d'Israël d'autoriser les visites du Comité international de la Croix-Rouge au camp de détention de Sde Teiman, où sont détenus des prisonniers palestiniens, explique en partie la volonté de la Grande-Bretagne d'imposer une interdiction d'exportation. Des avocats représentant le gouvernement britannique se sont rendus en Israël pour exposer la position britannique selon laquelle refuser à la Croix-Rouge  l'accès au camp est contraire aux conventions de Genève. Selon le Yediot Ahronoth, Israël a reçu un avertissement de l'ancien ministre des Affaires étrangères David Cameron d'un soutien à un embargo européen sur les armesl si la Croix-Rouge se voyait toujours refuser l'accès à Gaza.

## Pas d'embargo sur les armes

### États-Unis

#### Premier fournisseur d'armes
69 % des achats d'armes d'Israël proviennent d'entreprises américaines, 30 % d'Allemagne et 0,9 % d'Italie. Les importations de matériel de défense en provenance d'autres pays représentent 0,1 % du total du pays. Israël a reçu la plupart de son équipement de défense, y compris des bombes pesant 900 kg (réputées imprécises), des États-Unis. Un programme d’aide militaire supplémentaire de 14 milliards de dollars pour Israël a été approuvé par le Congrès américain en 2024, qui s'ajoute aux 3,8 milliards d'aide annuelle accordés un temps normal à Israël. Les États-Unis ont aussi dépensé 4,9 milliards de dollars pour les porte-avions envoyés en soutien à Israël, pour les systèmes de défense aérienne en Méditerranée, en mer Rouge et dans le Golfe, et pour les 16 000 hommes supplémentaires envoyés sur place afin de contribuer à l'interception de missiles ou de drones tirés vers l'État hébreu.

#### Suspension partielle entre mai et juillet 2024
L'administration du président Joe Biden a suspendu – mais ensuite repris – l'envoi de certaines bombes à Israël cette année, après les inquiétudes exprimées par les États-Unis quant à leur utilisation dans la bande de Gaza, lieu très densément peuplé.
En octobre 2024, les États-Unis ont menacé d'un embargo sur les armes si Israël n'améliorait pas a situation humanitaire à Gaza.

#### Cadre législatif
Aux États-Unis des analystes affirment que l’article 502 (B) de la Loi américaine sur l'aide étrangère (en) interdit d’envoyer de l’aide aux gouvernements responsables de violations flagrantes des droits de l’homme. La loi permet au Congrès d'exiger des informations sur les pratiques du pays destinataire, et de mettre fin au soutien en se fondant sur les informations reçues. Cependant, Sarah Leah Whitson, directrice exécutive de Democracy for the Arab World Now (Dawn), a déclaré que la loi n'a jamais été appliquée car elle dépend de la décision du président. De même, la loi Leahy contient des dispositions similaires qui interdisent au Département d’État ou au Pentagone de fournir des fonds à des États étrangers qui, sur la base d’« informations crédibles », ont commis des violations des droits de l’homme. Mais alors que cette règle a été appliquée à de nombreux alliés des États-Unis, elle n’a jamais été appliquée à Israël, en partie parce que le volume de l’aide militaire envoyée rend impossible tout contrôle.

#### Aspects politiques
Des dizaines de responsables américains ont démissionné en 2024 pour protester contre la politique des États-Unis à l'égard d'Israël et de Gaza.
Le responsable de la politique étrangère de l'Union européenne a critiqué le délai d'un mois accordé à la mi-octobre par les États-Unis à Israël pour assainir la situation humanitaire à Gaza et a déclaré que de nombreuses personnes mourraient pendant ce délai.

### Allemagne

#### Second pays fournisseur d'armes
Près de 30 % des exportations d'armes dans le monde vers Israël proviennent d'Allemagne, selon l'Institut international de recherche sur la paix de Stockholm. Les équipements vendus comprennent des armes antichars portables et des munitions pour armes à feu automatiques ou semi-automatiques.
Au début de la guerre de Gaza en octobre 2023, l'Allemagne a donné à Israël des armes d'une valeur de 326 millions d'euros, soit une multiplication par dix par rapport à 2022.

#### Diminution des livraisons d'armes en 2024
Les approbations de ventes d'armes à Israël ont diminué en 2024, selon les données fournies par le ministère de l'Économie, avec 14,5 millions d'euros accordés entre janvier et le 21 août. Parmi ceux-ci, la catégorie des armes de guerre représentait 32 449 euros. Le réseau de recherche israélien Shomrim a confirmé cette diminution. Les autorités allemandes nient toutefois avoir modifié  leur conduite à l'égard d'Israël. Le porte-parole du ministère allemand de l'Économie a déclaré à l'agence de presse DPA qu'il n'y avait aucune interdiction d'exportation d'armes vers Israël. Selon lui, le gouvernement prend des décisions sur les exportations d'armes au cas par cas, en tenant compte du droit humanitaire et de la situation actuelle entre Israël et le Hamas.

#### Affaire Nicaragua contre Allemagne
En mars 2024 le Nicaragua a accusé l'Allemagne devant la Cour internationale de justice de « violer la convention des Nations unies sur le génocide en envoyant des armes à Israël ». La Cour internationale de justice a refusé d'exiger un arrêt total des ventes militaires allemandes à Israël mais ne rejette pas l'affaire dans son intégralité ; la procédure Nicaragua c. Allemagne reste donc en cours.

#### Tensions politiques internes
L'Allemagne connaît des tensions en raison du soutien de la Chancellerie à Israël, tandis que les ministères de l'Économie et des Affaires étrangères dirigés par les Verts expriment de plus en plus leurs critiques à l'égard de l'administration Netanyahu. Alexander Schwarz, avocat au Centre européen pour les droits constitutionnels et humains, qui a déposé cinq plaintes contre Berlin, a déclaré que la baisse significative des approbations d'exportations militaires pour 2024 reflète une réticence réelle, bien que peut-être temporaire, à fournir des armes à Israël.

### Danemark
Le Danemark contribue au programme F35 - nom d'un avion militaire utilisé par l'armée israélienne. Il vend à Israël des pièces de cet avion. Il est poursuivi en justice pour cette raison par 4 ONG, dont Amnesty International,.

## Appels de l'ONU à un embargo international

### Conseil des droits de l'homme des Nations Unies
Une résolution a été adoptée en avril 2024 par le Conseil des droits de l'homme des Nations Unies pour tenir Israël responsable de tout crime de guerre et crime contre l'humanité  commis dans la bande de Gaza, et demander un embargo international sur les armes destinées à Israël. Le vote est remarquable : c'est la première fois que l'organe suprême des droits de l'homme de l'ONU prend position sur la guerre qui dure depuis près de six mois, attirant l'attention sur les avertissements concernant le « génocide » qui se produit pendant le conflit. La résolution a été adoptée avec le soutien de 28 des 47 États membres du Conseil. Parmi les six pays qui s’y sont opposés figuraient les États-Unis et l’Allemagne,. La France s'est abstenue, ainsi que l’Albanie et 11 autres pays.

### Francesca Albanese
Francesca Albanese, experte auprès des Nations Unies, dont le travail est de représenter les préoccupations internationales en matière de droits de l'homme dans le territoire palestinien occupé par Israël, a prononcé un discours devant l'organe des droits de l'homme de l'ONU à Genève, fournissant des informations sur un rapport intitulé « L'anatomie du génocide ». Elle a estimé que la campagne militaire menée par Israël à Gaza depuis le 7 octobre équivalait à un génocide et a exhorté les pays à appliquer immédiatement des sanctions et un embargo sur les armes pour « empêcher de nouvelles violations du droit international humanitaire et des violations et abus des droits de l'homme ». Israël a rejeté ces conclusions et a condamné la résolution comme étant « une tache pour le Conseil des droits de l'homme et pour l'ONU dans son ensemble ». Albanese fait partie d’experts indépendants des droits de l’homme qui ont l'obligation au sein des Nations Unies de procéder à l'examen de certaines crises.

### Experts indépendants des droits de l’homme de l’ONU
Un groupe de 38 experts indépendants des droits de l'homme de l'ONU nommés par le Conseil des droits de l'homme de l'ONU à Genève, a déclaré en juillet 2024 que les États membres de l'ONU devraient se conformer à la récente « décision historique » de la Cour internationale de justice (CIJ) sur la présence d'Israël dans les territoires palestiniens occupés par Israël. Ils ont appelé à prendre des mesures consistant en un embargo sur les armes et des sanctions ciblées, ainsi qu'à des enquêtes et des poursuites contre les personnes impliquées dans des crimes dans le territoire palestinien occupé, en particulier les individus qui ont la double nationalité et servent dans l'armée israélienne, ou sont impliqués dans la violence des colons israéliens.

## Appels d'autres organisations à l'embargo
Les appels viennent de groupes de défense des droits de l'homme et de certains hommes politiques occidentaux. La pression sur les alliés d'Israël pour qu'ils cessent les livraisons d'armes a atteint un niveau critique, à la suite de l'attaque contre un convoi de World Central Kitchen à Gaza début avril 2024, qui a entraîné la mort de sept travailleurs humanitaires.

### Organisations humanitaires
Oxfam et 37 autres grandes organisations humanitaires ont déclaré, à la suite du siège israélien de Jabaliya et du nord de Gaza, que tous les États « doivent cesser immédiatement le transfert de toutes les armes, pièces et munitions qui pourraient être utilisées pour commettre de nouvelles violations du droit international humanitaire » à Gaza.

### Jewish voice for peace
Jewish Voice for Peace (JVP), organisation juive antisioniste progressiste, cherche à sensibiliser l'opinion publique à ce qu'elle considère comme un génocide à Gaza. Avec IfNotNow (en), également une organisation juive progressiste, elle a organisé plusieurs manifestations pour demander un embargo américain sur les armes, comme celle qui a eu lieu sur Capitol Hill le 2 juillet 2024, la veille du discours du Premier ministre israélien Benjamin Netanyahu devant le Congrès. Les manifestants portant des t-shirts rouges affichent le slogan « Pas en notre nom : les Juifs disent stop à l'armement d'Israël ». Une manifestation de Jewish Voice for Peace demandant un embargo sur les armes et cessez-le-feu se tient également le 15 octobre 2024 à Wall Street.

### Uncommitted Movement
Uncommitted National Movement (en) ou mouvement des « non-engagés », appelant à ne pas s'engager pour Joe Biden, est une campagne de protestation visant principalement à faire pression sur Biden et Kamala Harris pour obtenir un cessez-le-feu dans la guerre entre Israël et le Hamas et imposer un embargo sur les armes à Israël. Le vote « uncommitted », c'est-à-dire un vote blanc à l'élection présidentielle, ainsi que d’autres options de vote qui n’expriment de soutien à aucun candidat, ont été promus dans le cadre de cette campagne. Le mouvement a commencé en février 2024, lorsque la campagne « Listen to Michigan » (Écoutez le Michigan) a attiré un large soutien des Américains d’origine arabe et des progressistes. Le succès du Michigan a inspiré des campagnes similaires dans d’autres États.

### Artists4Ceasefire
Les célébrités de Hollywood ont formé un groupe appelé « Artists4Ceasefire » (Artistes pour le Cessez-le-feu) et lancé un appel à l'action intitulé « Arrêtez les armes, sauvez des vies ». Parmi les stars hollywoodiennes qui militent en faveur d’un embargo américain sur les armes contre Israël figurent Mahershala Ali, Cynthia Nixon, Mark Ruffalo et Ilana Glazer. « Notre demande est simple : nos dirigeants élus doivent appliquer les lois humanitaires américaines et internationales existantes qui interdisent une assistance militaire contribuant à de graves violations des droits de l’homme », a déclaré Mark Ruffalo. L'acteur Mahershala Ali a appelé à la cessation de « la destruction massive perpétrée avec l'argent des contribuables américains », faisant référence aux transferts d'armes sponsorisés et financés par les États-Unis. Le message d'Artists4Ceasefire a été diffusé grâce à la collaboration avec l'artiste Shepard Fairey et plusieurs organisations humanitaires, dont Oxfam America, ActionAid USA et War Child Alliance,.

### Médecins américains
En juillet 2024, un groupe de médecins qui ont travaillé avec l' Organisation mondiale de la santé et d'autres organisations d'aide affirment dans une lettre à Joe Biden et à Kamala Harris, la vice-présidente, avoir recueilli des preuves d'un large éventail de violations des lois américaines sur les armes et du droit international humanitaire. Ils ont écrit qu’ils ne pouvaient oublier les « scènes de cruauté insupportable dirigées contre des femmes et des enfants » dont ils avaient été témoins. De nombreux signataires avaient auparavant informé The Guardian qu’ils pensaient que les tireurs d’élite israéliens ciblaient des enfants et que l’impact des armes à shrapnel et à ogives explosives sur les civils est dévastateur. Selon ces médecins, le nombre de personnes tuées est supérieur au chiffre de plus de 39 000 avancé par le ministère palestinien de la Santé, la majorité d'entre elles étant des femmes et des enfants. Les médecins ont directement fait appel à Joe Biden : « Nous aimerions que vous puissiez entendre les cris et les hurlements que notre conscience ne nous permet pas d'oublier. Nous ne pouvons pas croire que quiconque puisse continuer à armer un pays qui tue délibérément ces enfants après avoir vu ce que nous avons vu. ».
En septembre 2024, un deuxième groupe de près de 100 médecins américains a signé une lettre adressée à Biden et Harris appelant à un embargo sur les armes, écrivant : « Président Biden et vice-président Harris, nous sommes 99 médecins et infirmières américains qui avons été témoins de crimes au-delà de toute compréhension. Des crimes que nous ne pouvons pas croire que vous souhaitiez continuer à soutenir ».

### Avocats, universitaires et juges britanniques
Des déclarations divulguées par un ancien responsable du ministère des Affaires étrangères et du ministère de la Défense ont conduit les avocats du gouvernement britannique à estimer que le droit international a été violé par Israël et que le Royaume-Uni doit donc cesser immédiatement toutes les ventes d'armes à Israël. Depuis qu'Israël a tué sept travailleurs humanitaires, dont trois ressortissants britanniques, ces appels sont devenus plus fervents, avec trois anciens juges de la Haute Cour qui ont rejoint plus de 600 membres de la profession juridique britannique pour signer une lettre soulignant que le Royaume-Uni viole le droit international en maintenant Israël armé,. Les signataires étaient la baronne Hale de Richmond, qui fut présidente de la Cour suprême, ainsi que Lord Jonathan Sumption et Lord Nicholas Wilson, anciens juges de la Cour suprême. Les juristes britanniques ont déclaré que le Royaume-Uni a l'obligation légale de prendre des mesures contre Israël, sur la base de la décision de janvier 2024 de la Cour internationale de justice selon laquelle la campagne militaire d'Israël contre le Hamas à Gaza relève du champ d'application de la Convention sur le génocide, notant que le Royaume-Uni est tenu, en vertu de la convention, de « prévenir et de punir le génocide ».

### Plaid Cymru
Le 6 octobre 2024, les membres du Plaid Cymru (parti politique britannique qui prône l'indépendance du Pays de Galles) ont appelé au boycott d’Israël lors de la conférence de leur parti. Les députés du parti ont approuvé une motion qualifiant Israël d'« État d'apartheid » et l'accusant de nettoyage ethnique et de crimes de guerre. Ils appellent le gouvernement britannique à mettre en place une embargo sur les armes à destination d'Israël.

### Militants britanniques
Des militants britanniques ont envoyé des lettres aux directeurs de 20 fabricants d'armes situés au Royaume-Uni, affirmant que ne pas arrêter la guerre pourrait entraîner une responsabilité pénale si Israël continue de recevoir des équipements militaires de leurs entreprises. Quatre groupes, dont la CAAT (Campagne contre le commerce des armes, Campaign Against Arms Trade (en)), ont envoyé des lettres aux directeurs des sociétés d'armement qui ont fourni des pièces ou des composants pour les avions de combat F-35 utilisés par l'armée de l'air israélienne lors du bombardement de Gaza. Le GLAN (Global Legal Action Network) a également lancé une action en justice contre le gouvernement qui continue à vendre des armes à Israël. La lettre est un effort conjoint de War on Want (en) et du Centre International de Justice pour les Palestiniens. Selon les auteurs de la lettre, les directeurs d'une société d'armement pourraien être tenus responsables des atrocités commises à Gaza, même si le gouvernement britannique a accordé la permission de vendre des armes à Israël. Ils font référence à une section de la loi de 2001 de la Cour pénale internationale qui précise que le fait de prendre part à une « conduite auxiliaire » en vue de commettre un crime de guerre ou un crime contre l'humanité dans des pays étrangers constitue une infraction au droit anglais et gallois].

## Turquie et 52 autres pays
La Turquie adresse à l'ONU le 3 novembre 2024 une lettre demandant un embargo sur les armes à destination d'Israël. Cette est signée par une cinquantaine de pays dont la Chine, la Russie ainsi que des pays faisant partie de la Ligue arabe et de l'Organisation de la coopération islamique.

### 200 députésde12 pays
En réponse à la pression internationale croissante sur les actions d'Israël à Gaza, plus de 200 délégués de 12 pays, ont appelé à un embargo sur les armes contre Israël. Dans leur lettre, ils ont déclaré que « l'embargo sur les armes est passé d'une nécessité morale à une obligation légale ». « Fournir des armes à Israël malgré les preuves de plus en plus nombreuses de graves abus documentés sur le terrain peut rendre ces États complices de crimes de guerre », a déclaré Omar Shakir, directeur de la division Israël et Palestine à Human Rights Watch, qui enquête sur les violations des droits humains en Israël, en Cisjordanie et à Gaza. L'enquêteur de l'ONU a recommandé aux États membres d'utiliser des sanctions et des embargos sur les armes pour obliger les dirigeants israéliens à modifier leur approche.

## Nouveaux fournisseurs pendant la guerre à Gaza
Les autorités israéliennes déclarent en juillet 2024 qu'elles manquent d'armes pour mener la guerre à Gaza et que celles fournies par les États-Unis et l'Allemagne ne suffisant pas à combler les besoins, Israël s'approvisionne auprès de nouveaux fournisseurs, l'Inde et la Serbie.